# Lameiro (La Baña)
Lameiro (en gallego y oficialmente, O Lameiro) es una aldea española situada en la parroquia de San Juan de Barcala, del municipio de La Baña, en la provincia de La Coruña, Galicia.

## Demografía
| Gráfica de evolución demográfica de Lameiro entre 2000 y 2018 |
|                                                               |
| Datos según el nomenclátor publicado por el INE.              |